# الظلم حرام (فلم)
الظلم حرام فيلم مصري من إنتاج عام 1954، بطولة شادية وماجدة وعماد حمدي وفريد شوقي، إخراج حسن الصيفي.

## فريق العمل
- شادية
- ماجدة
- عماد حمدي
- فريد شوقي
- إسماعيل ياسين
- كيتي

## روابط خارجية
- مقالات تستعمل روابط فنية بلا صلة مع ويكي بيانات